# Memminger Roadster 2.7
El Memminger Roadster 2.7 es un automóvil conceptual creado y propuesto por la compañía Memminger Feine-Cabrios, quienes decidieron construirlo inspirándose en el carisma del Volkswagen Tipo 1 original, mezclado con las soluciones técnicas de los Porsche contemporáneos, en vez de utilizar fibra de carbono.
La empresa Memminger Feine-Cabrios está especializa en los Beetle clásicos –Escarabajos–, dado que el fundador de la marca Georg Memming comenzó a restaurarlos desde el año 1992. Sus restauraciones cuestan miles de dólares, por lo que no sería extraño que el precio de este auto llegue a las seis cifras.
En cuanto a la estética, tiene una imagen bastante agresiva con una inspiración muy retro y algunos componentes cromados. En la trasera destaca un pequeño alerón.

## Datos técnicos

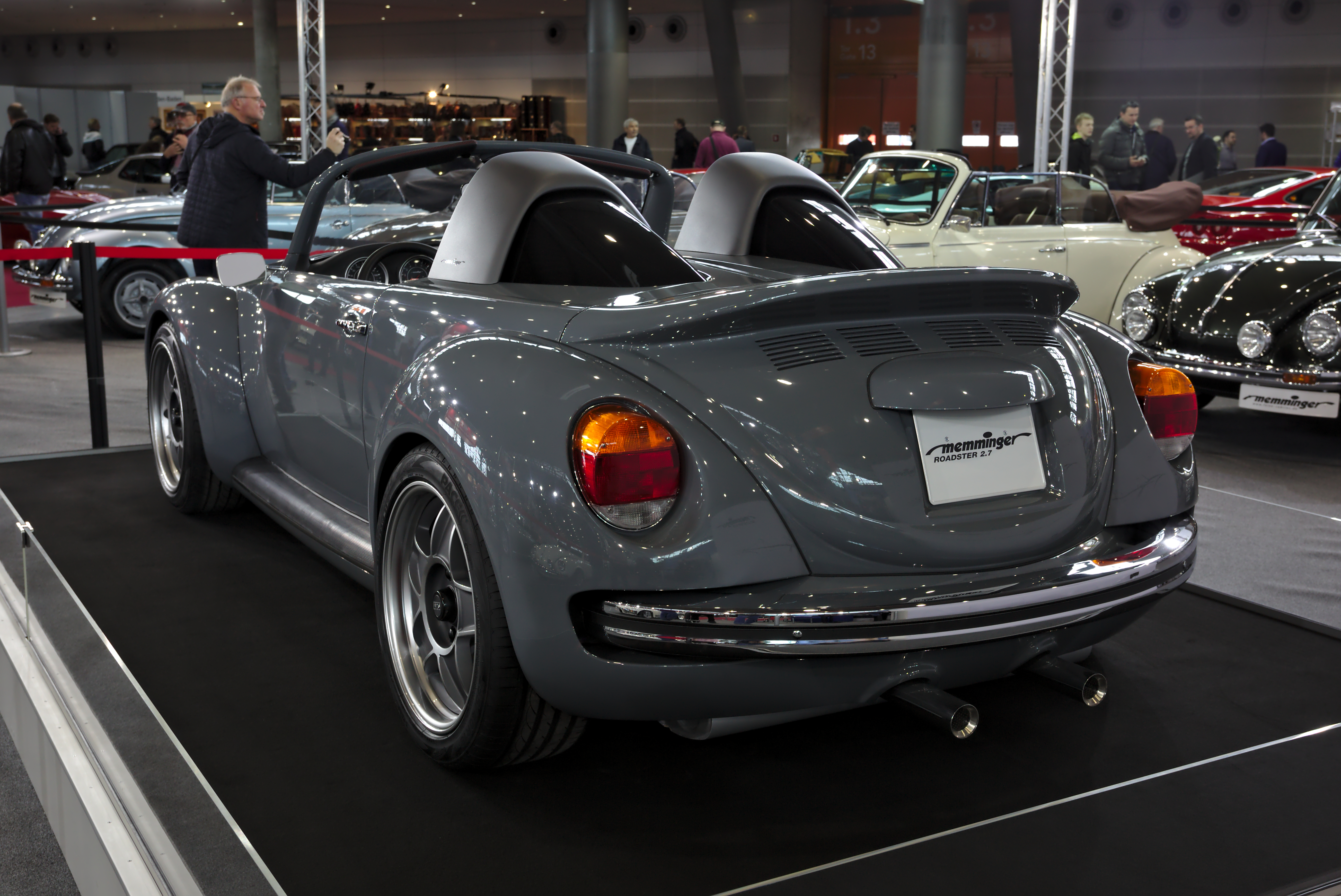
Vista trasera

Técnicamente cuenta con motor bóxer de 4 cilindros enfriado por aire en posición central de 2.7 litros, que se inspira en el Type 4 que montaban los Volkswagen 411 y 412, capaz de generar 210 CV (154 kilovatios) y 247 Nm (25,2 kgm; 182 Lb-pie) de par motor, mismo que se acopla a una transmisión manual de cinco velocidades. Hubo que alargar la distancia entre ejes para colocarlo detrás de los asientos delanteros. También se ha acortado la longitud total en comparación con un Escarabajo clásico y se aumentó el ancho considerablemente. Cuenta con una longitud de 4 metros (157,5 plg) y un peso de sólo 800 kg (1764 libras), que sería capaz de alcanzar los 200 km/h (124 millas por hora) de velocidad máxima.
Asimismo, cuenta con un sistema de frenos de disco de un 911 clásico (no se especifica de que generación), suspensión reforzada, así como rines de aleación ligera de 18 pulgadas (45,7 cm), con neumáticos de 225/45 en el eje delantero y de 255 en las ruedas posteriores. Se tuvo que sacrificar algo de equipamiento para poder mantener el peso lo más bajo posible, por lo que no cuenta con ningún elemento electrónico, limitándose al uso de un tacómetro, velocímetro, indicador de temperatura, presión de aceite y un reloj analógico.

## Producción
Debido a su excelente recibimiento y a la gran especulación a su alrededor, la empresa considera producir una corta serie limitada a 20 unidades a un precio todavía desconocido. Seguramente habrá 20 personas en el mundo que quieran uno y lo puedan pagar, por lo que será cuestión de tiempo para que comience su producción.